# Iglesia de la Flagelación
La Iglesia de la Flagelación es un santuario católico y un lugar de peregrinación cristiana ubicado en el barrio musulmán de la Ciudad Vieja de Jerusalén, cerca de la Puerta de San Esteban. También se incluyen en este complejo el monasterio franciscano de la Flagelación, y la Iglesia de la condena e imposición de la Cruz.
De acuerdo con la tradición la Iglesia recuerda el lugar donde algunos cristianos creen que Jesucristo fue azotado por los soldados romanos antes de su viaje por la Vía Dolorosa hasta el Calvario.